# M.L.B.

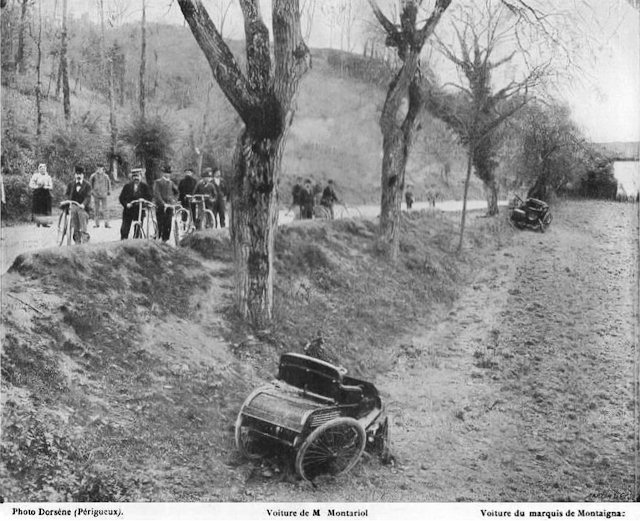
Am rechten Bildrand der verunfallte M.L.B. vom Marquis de Montaignac

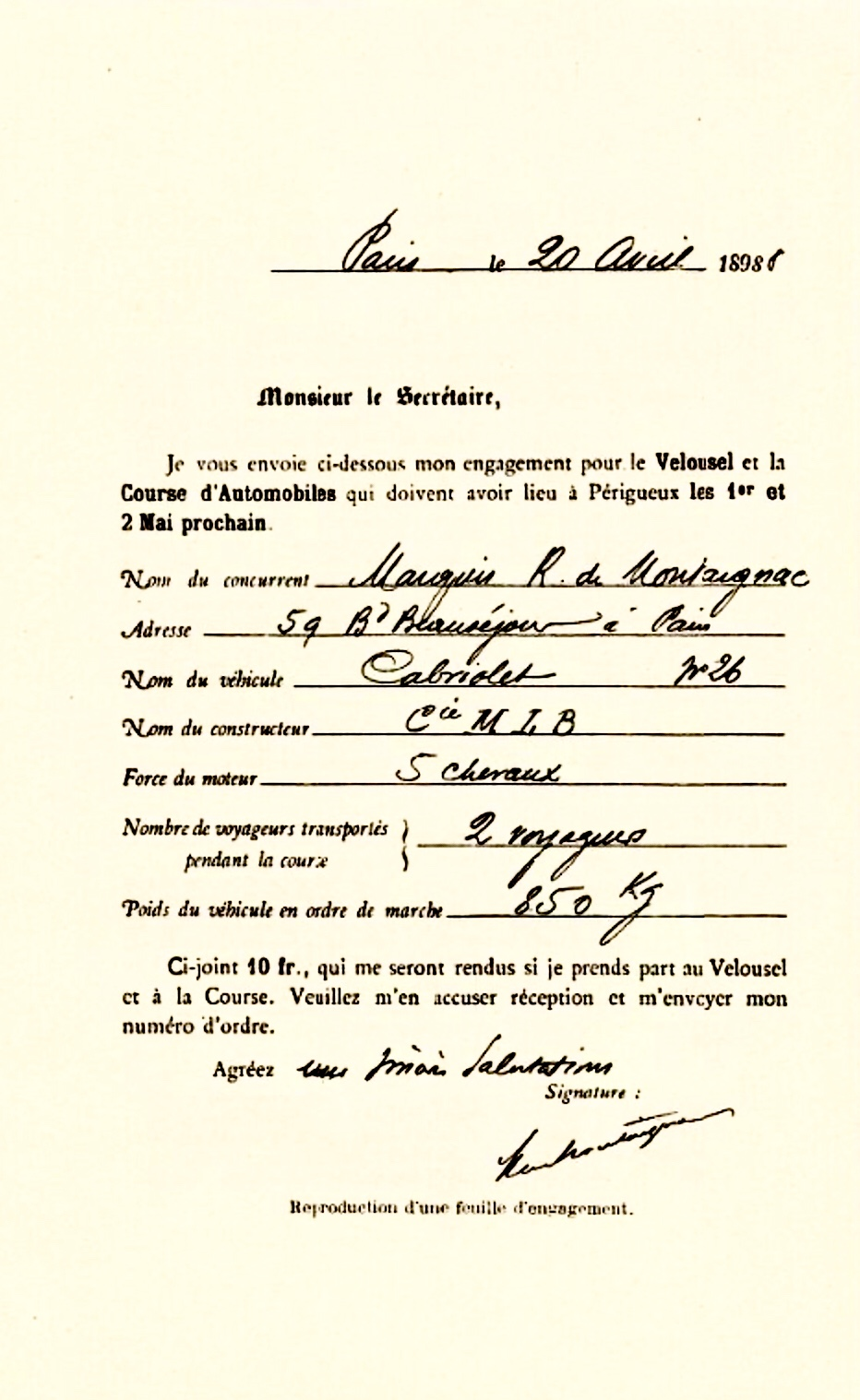
M.L.B. Anmeldung von Marquis de Montaignac zum Rennen Périgueux-Bergerac-Périgueux am 1. Mai 1898

Die Compagnie des Moteurs et Autos M.L.B. war ein französischer Hersteller von Automobilen.

## Unternehmensgeschichte
Die Herren J. Landry und G. Beyroux gründeten 1894 das Unternehmen in Hondouville und begannen mit der Produktion von Automobilen. Später erfolgte der Umzug nach Passy-sur-Seine. 1902 endete die Produktion. Das L.B. stand für die Firmeninhaber Landry und Beyroux. Die Fahrzeuge wurden auch als Landry et Beyroux vermarktet.

## Fahrzeuge
Das erste Modell war mit einem Einzylindermotor mit 4 PS Leistung im Heck, Dreiganggetriebe und Kettenantrieb ausgestattet. Ein Exemplar war 1894 beim Autorennen Paris–Rouen eingeschrieben, stand aber wohl nicht am Start. Zwischen 1896 und 1898 nahmen Rennwagen mit zunächst 5 PS Leistung, später 6 PS Leistung an den von Stadt zu Stadt führenden Autorennen teil. Diese Fahrzeuge starteten in der Klasse für leichte Automobile; an der Zuverlässigkeitsfahrt Paris–Marseille–Paris im Herbst 1896 platzierte sich Landry als 13. und Zweitletzter im Ziel. Mehr als die Hälfte der Fahrzeuge fiel aus. Beim Rennen Périgueux-Bergerac-Périgueux am 1. Mai 1898 verunglückte der Marquis de Montaignac auf einem Landry & Beyroux tödlich. Dies gilt als der erste tödliche Unfall bei einem Autorennen. Das Fahrzeug hatte ein Gewicht von 850 kg.
1901 erschien ein Kleinwagen.
Ein deutscher Händler für klassische Fahrzeuge bot im Juni 2017 ein erhalten gebliebenes Fahrzeug von 1895 an.

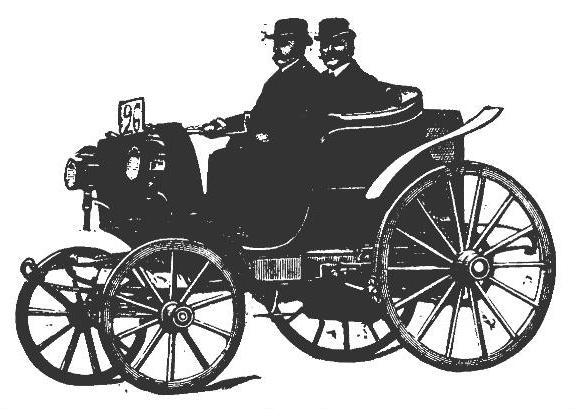
J. Landry auf Landry & Beyroux 5 CV Duc (1896 Paris-Marseilles-Paris, Nr. 26)
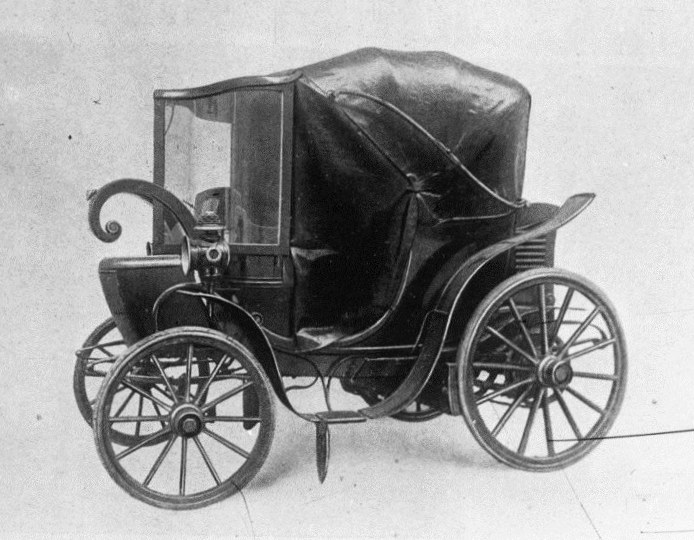
Landry & Beyroux 5 CV "Schwanenhalswagen" (1897)
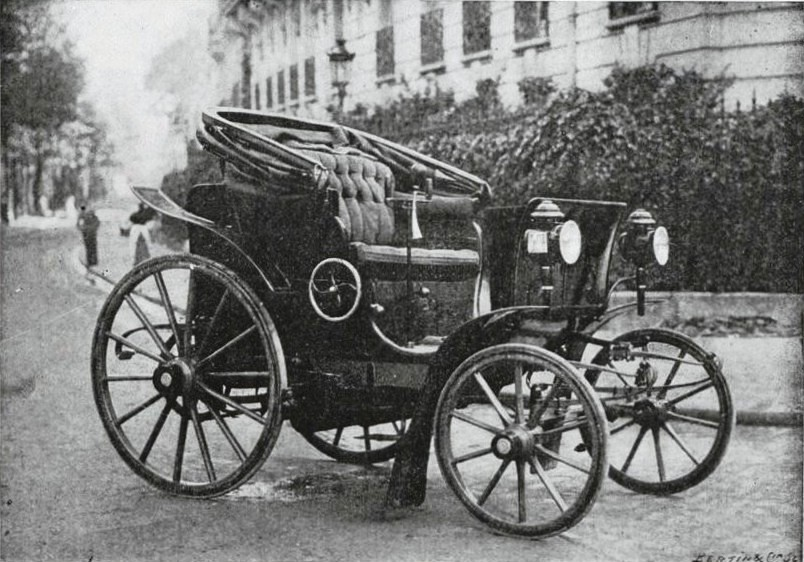
Landry & Beyroux Duc 5 CV (1898)
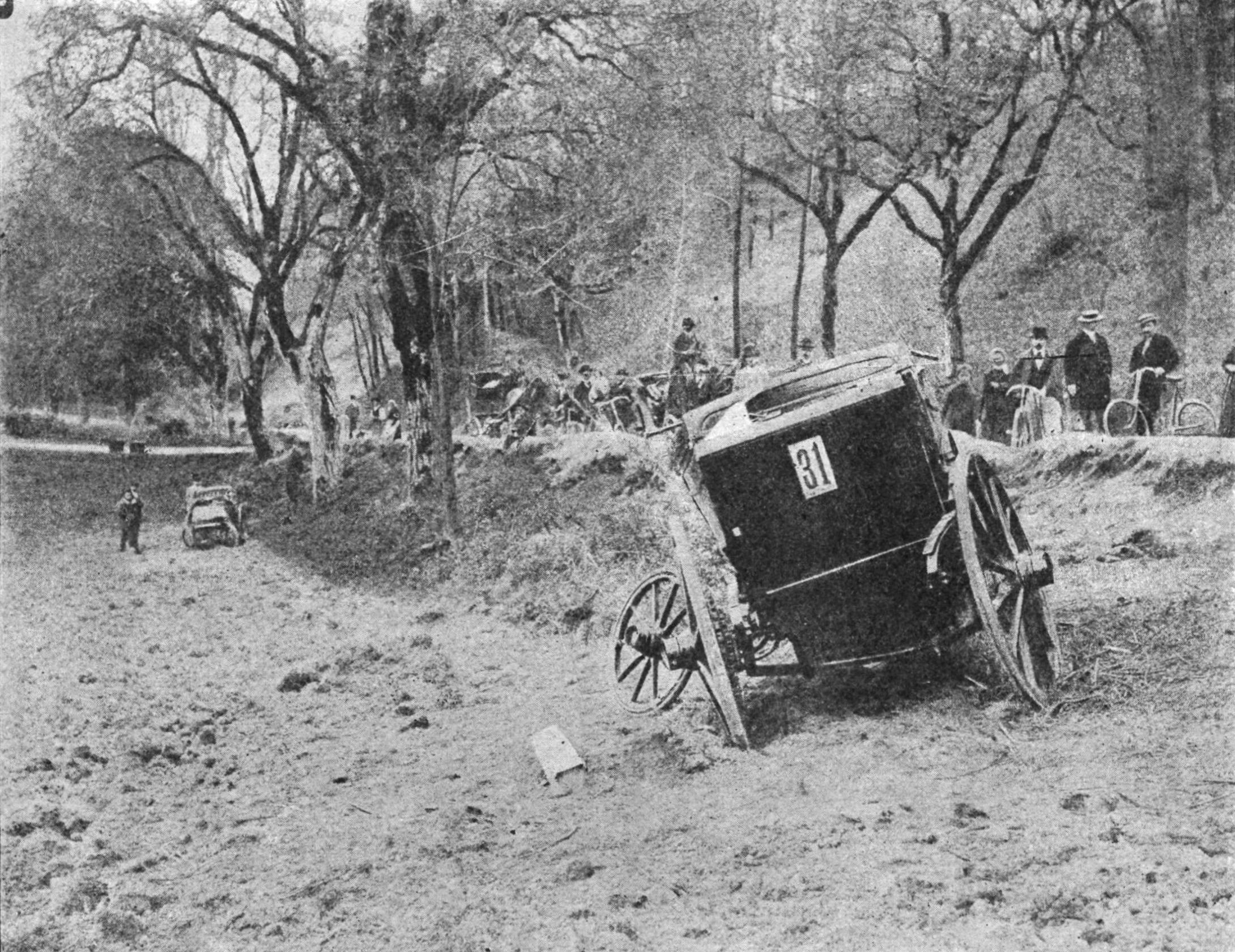
de Montaignac verunglückte tödlich auf Landry & Beyroux Duc 5 CV (1898 Périgueux-Bergerac, Nr. 31)